# Zetzellia gonzalezi
Zetzellia gonzalezi är en spindeldjursart som beskrevs av Charles Thorold Wood 1967. Zetzellia gonzalezi ingår i släktet Zetzellia och familjen Stigmaeidae. Inga underarter finns listade i Catalogue of Life.